# Szerelőlap

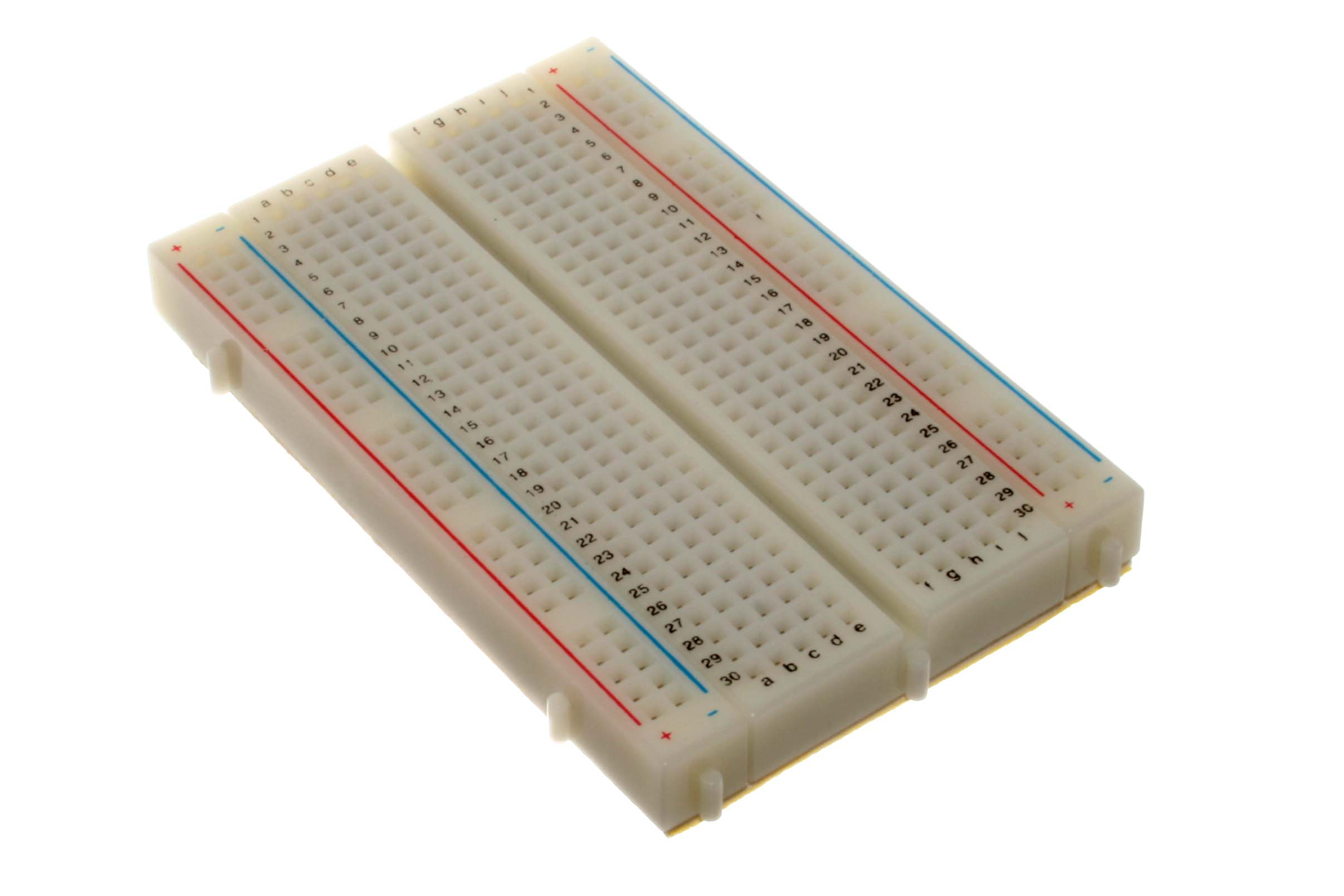
Szerelőlap

A szerelőlap egy áramköri lap, mely lehetővé teszi az áramkör prototípusának elkészítését. Fejlődéstörténeti szempontból a légszerelés utódja, de a nyomtatott huzalozású lemez közvetlen elődje.

## Fejlődéstörténet
Fejlődéstörténet szempontból a légszerelés utódja, de a nyomtatott huzalozású lemez közvetlen elődje. Eleinte szöget vagy csavart ütöttek egy sima deszkába, később ezeket felváltották a csőszegecsek. Ezek voltak a forrasztási pontok. A modern szerelőlapok lyukacsosak, az alkatrészt forrasztás nélkül is tudják fogadni, de a csőszegecses lapok is tudnak banándugót fogadni vagy elektroncsövet.

## Alkalmazása
Régi elektroncsöves rádiókban csőszegecses változatban használták. Modern változatát tesztáramkörök és prototípusok elkészítésére használják. Ezeket nem kell forrasztani.

A fizikaórákon használatos, banándugós modelltábla nem szerelőlap, mivel a kötéspontok nincsenek a laphoz masszívan rögzítve.